# Marais de l'Omignon
Les marais de l'Omignon sont situés le long de l'Omignon, affluent de la rive droite de la Somme, dans les départements de l'Aisne et de la Somme.

## Localisation
Les marais de l'Omignon s'étendent, depuis la source de la rivière à Pontru (Aisne), jusqu'à sa confluence avec la Somme, une vingtaine de kilomètres plus au sud, à Brie.

## Caractéristiques
L'Omignon traverse les deux étangs de Vermand et le marais de Caulaincourt.
Les marais de l'Omignon sont constitués de prairies humides, de saulaies et d'étangs poissonneux. Ils sont inclus dans la Zone naturelle d'intérêt écologique, faunistique et floristique (Znieff) continentale de type 1 : Étangs de Vermand de Caulaincourt et cours de l'Omignon
Les marais de Vermand et de Caulaincourt abritent une grande variété d’habitats aquatiques et amphibies :
- herbiers submergés à Cératophylle à divers Potamots ;
- herbiers nageants à Myriophylle verticillé, du Myriophyllo-Nupharetum luteae ;
- herbiers flottants à Lenticule mineure ou à Lenticule à trois lobes ;
- herbiers flottants fragmentaires de l’Hydrocharition morsus-ranae ;
- roselières des vases minéralisées à massette et à roseau ;
- végétation des vases temporairement exondées méso-eutrophes en fond de vallée[2].

Les roselières permettent la reproduction d’espèces animales rares et les étangs sont une halte migratoire et hivernale pour les oiseaux aquatiques. Les herbiers favorisent la reproduction du brochet.

### Faune

#### Oiseaux
- Rousserolle turdoïde (passereau), inscrite sur la liste des oiseaux nicheurs de Picardie à protéger ;
- Butor étoilé, (héron), espèce menacée en France et en Europe...

#### Poissons
- Brochet reproducteur sur le site ;
- Lote de rivière...

#### Insectes
- Sympétrum commun (libellule), en raréfaction en Picardie...

### Flore
- Morène aquatique (variété de nénuphar), en voie de disparition en Picardie...
- végétation semblable à celle de la vallée de la Somme dans les vases hors d'eau.
- Les roselières sont progressivement supplantées par les saules.